# Thomaskantor

Thomanerchor zu Leipzig

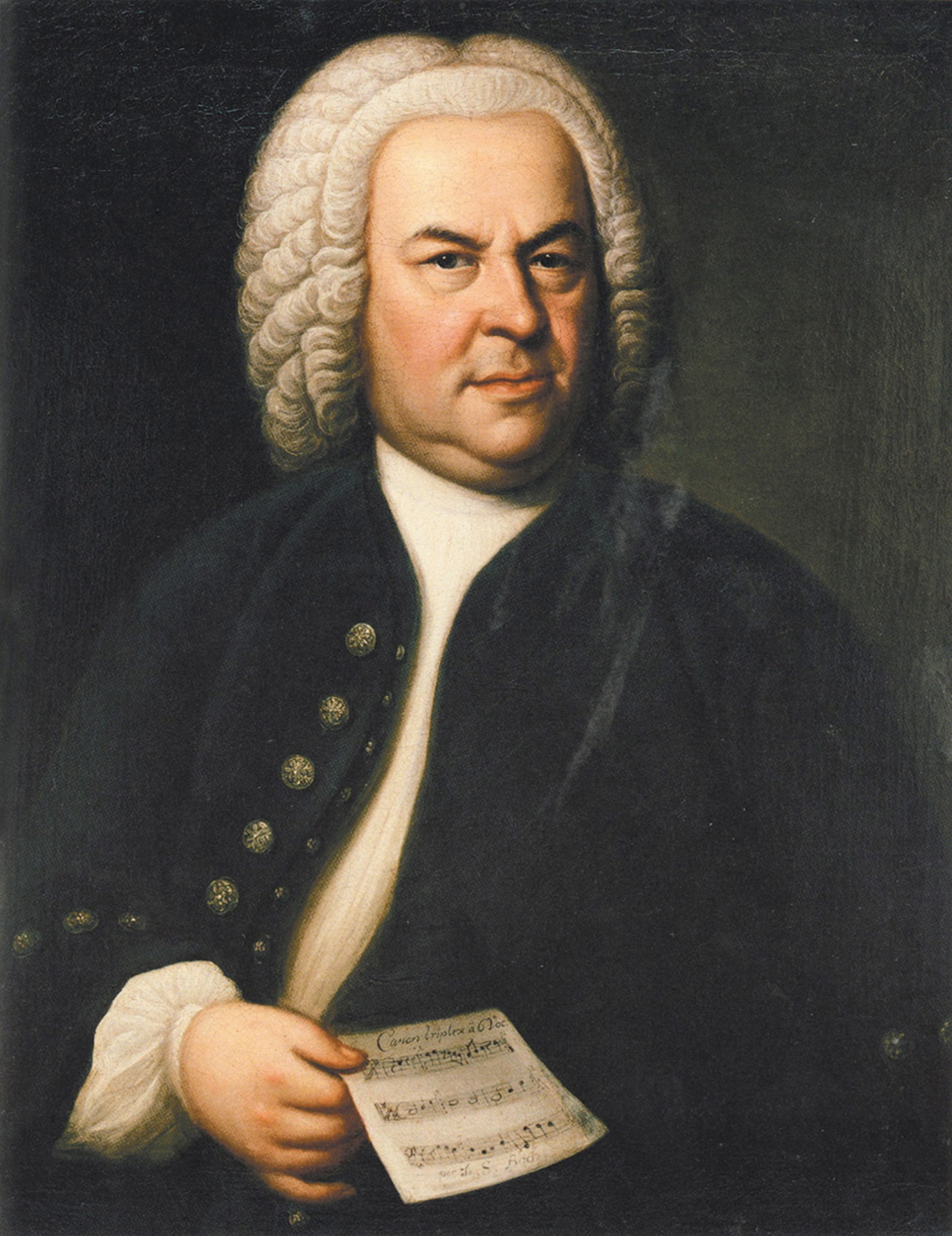
Thomaskantor Johann Sebastian Bach (Gemälde von Elias Gottlob Haußmann 1746, Stadtgeschichtliches Museum Leipzig)

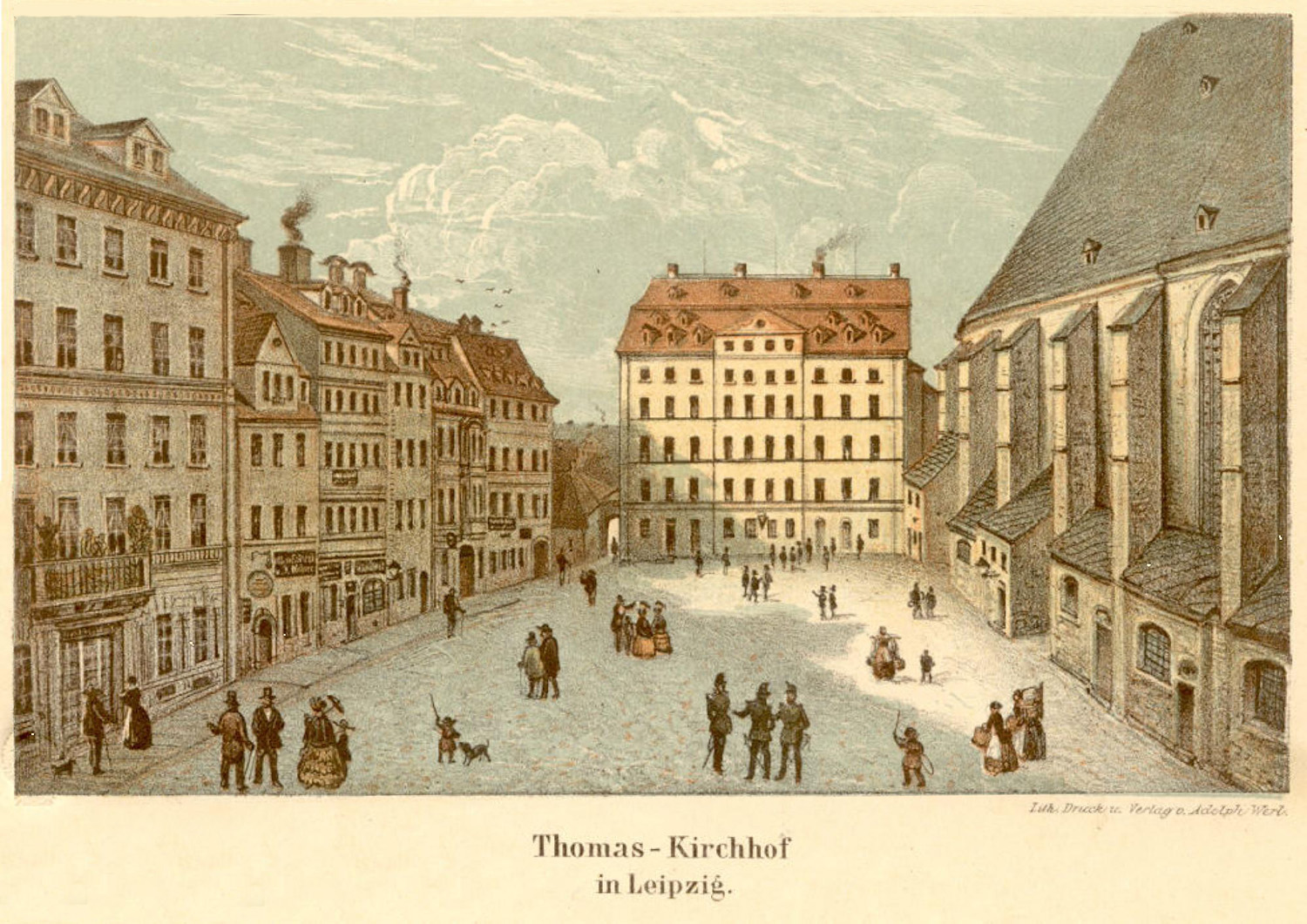
Thomaskirchhof mit Alter Thomasschule (1902 abgerissen), in der sich die Kantorenwohnung befand (Bild von etwa 1850)

Der Thomaskantor  (Cantor zu St. Thomae et Director Musices Lipsiensis) ist der Leiter des Thomanerchores und Kantor der evangelischen Thomaskirche zu Leipzig, der seit der Reformation durch den Stadtrat in Absprache mit der Kirchgemeinde St. Thomas ernannt wird. Seit dem 11. September 2021 ist der Schweizer Andreas Reize der 18. Thomaskantor nach Johann Sebastian Bach.
Gemeinsam mit dem Chor war der Thomaskantor, dessen Wirken auf das 13. Jahrhundert zurückgeht, für die Kirchenmusik in mehreren Hauptkirchen der Stadt zuständig. Ihm obliegen heute insbesondere die Durchführung der allwöchentlichen Motetten und die musikalische Gestaltung der Gottesdienste in der Thomaskirche, einer der beiden evangelisch-lutherischen Hauptkirchen der Stadt. Dabei wirkt er regelmäßig mit dem Thomasorganisten und dem Gewandhausorchester zusammen. Früher gingen seine Aufgaben an der Thomasschule (Musik-, Gesangs-, Instrumental-, Latein- und Katechismusunterricht) noch weit über den kirchenmusikalischen Bereich hinaus. Außerdem erwarben die Kantoren durch Kompositionen Ansehen.
Nach der Reformation, Ende des 16. bis in das 19. Jahrhundert, war das Thomaskantorat außerordentlich bedeutsam für die protestantische Kirchenmusik. Als sein wichtigster Funktionsträger gilt Johann Sebastian Bach. Danach setzte im 19. und 20. Jahrhundert eine Bach-Renaissance ein.
Der Thomaskantor wohnte von 1553 bis 1902 in der alten Thomasschule. Seit 2008 hat er seinen Dienstsitz in der Villa Thomana auf dem Bildungscampus Forum Thomanum im Bachviertel.

## Geschichtlicher Überblick
Die Quellenlage ist bis ins 16. Jahrhundert recht übersichtlich. In der Zeit der Chorherren zu St. Thomae existierte ein Klosterkantor (Kloster St. Thomas). Dieser folgte dem Propst, dem Prior und dem Custos. Aus den Statuten wissen wir, dass der Kantor die Novizen im Singen unterwies. Die Leitung der Figuralgesänge oblag somit insbesondere dem Thomasschulmeister. Erst später wurde ein Schülerkantor eingestellt.
Der erste „rector scolarium in Lypz“ war Thidericus. Ihm folgte Johannes Stefanie de Orba, der seine Amtszeit von 1443 bis 1444 durch Thomas Ranstete unterbrochen sah. Nicolaus Celer war es dann, der 1494 mit seinen Sängerknaben während der Vesper durch die eingestürzte Chorempore verletzt wurde. Der erste „bezeugte Kantor“ war Johannes Scharnagel.
Im Zuge der Reformation rückten die Schüler der Thomasschule und ihr Kantor Georg Rhau in den Mittelpunkt des Musikinteresses, als diese die Leipziger Disputation (1519) zwischen Martin Luther, Andreas Karlstadt und Philipp Melanchthon einerseits sowie Johannes Eck andererseits musikalisch untermalten. Melchior Heger erhielt 1553 als Erster eine Wohnung in der Alten Thomasschule am Thomaskirchhof. Um 1564 (Valentin Otto) wurde die musikalische Leitung der Gottesdienste in der Thomaskirche die Regel. Mit der Amtszeit von Sethus Calvisius (1594–1616) erlangte das Amt überregionale Bedeutung und wurde fortan fast ausschließlich nur noch mit erfahrenen Musikern besetzt. In seine Zeit fiel die enorme Stiftungsbereitschaft Leipziger Bürger für die Schule.
Thomaskantor Johann Hermann Schein, der einer der großen Musiker Mitteldeutschlands des 17. Jahrhunderts war, bezeichnete sich selbst auch als „General-Director der Music“. In seine Schaffensperiode fiel die Verankerung der Barockmusik in Leipzig. Tobias Michael sorgte sich während des Dreißigjährigen Krieges um den unbeschadeten Erhalt der Thomasschule. Im Zuge der Erkrankung Michaels avancierte Johann Rosenmüller zum designierten Thomaskantor, musste dann aber wegen der Beschuldigung eines Sittlichkeitsverbrechens die Stadt fluchtartig verlassen. Sebastian Knüpfer setzte sich 1657 gegen den bekannten Kirchenmusiker Adam Krieger durch. Unter den Mitbewerbern Johann Schelles befand sich u. a. Johann Theile. Schelles Textkonstruktionen (Bibelworte, madrigalische Arien, Rezitative und Choräle) waren richtungsweisend für seine Nachfolger.
Johann Sebastian Bach, der einstimmig gewählt wurde, folgte auf Johann Kuhnau. Noch in der Kandidatur 1723 war Bach hinter dem seinerzeit bekannteren Georg Philipp Telemann nur zweite Wahl. Dieser sagte aber aus finanziellen Erwägungen heraus ab, die Mitbewerber Johann Friedrich Fasch und Christoph Graupner bekamen keine Freistellung bei ihren Höfen. Bach galt damals wie heute als bedeutendster Thomaskantor (1723–1750). Während seiner Amtszeit war der Thomaskantor auch für die Musik in der Nikolai-, Matthäi- und Peterskirche zuständig. Seine Nachfolger im Kantorenamt werden seit 1750 nummeriert.
Dem 3. Nachfolger Johann Adam Hiller verdankt Leipzig seinen Status als „Musikstadt“, das Thomasalumnat sollte ein „Seminarium musicum“ werden. Im Jahre 1879 war Johannes Brahms – wie auch Friedrich Kiel und Carl Martin Reinthaler – einer der vielversprechenden Kandidaten für die Nachfolge Ernst Friedrich Richters, sagte jedoch nach entsprechenden Überlegungen ab. Albert Becker, der in Berlin tätig war, wurde 1892 zum Nachfolger Wilhelm Rusts gewählt, trat dann aber ein Jahr später nach Intervention Kaiser Wilhelm II. und Freigabe des Leipziger Stadtrats sein Amt nicht an, sodass Gustav Schreck übernahm.
Karl Straubes Wirken als Thomaskantor machte Anfang des 20. Jahrhunderts die Bachkantaten über die Landesgrenzen hinaus bekannt. Der Orgelvirtuose Günther Ramin, einer von vielen namhaften Schülern Straubes, führte den Thomanerchor durch die schwierigen Zeiten des Nationalsozialismus und die Anfänge der DDR; wie auch später Erhard Mauersberger bewahrte er die Tradition. Gleichwohl ist seit Ramins Zeiten der Chor nicht mehr für die Hauptgottesdienste in der Leipziger Nikolaikirche zuständig.
Nach dem Rücktritt von Hans-Joachim Rotzsch wurde 1991 Hermann Max zum Thomaskantor berufen, nahm dann aber das Amt nicht an. Es folgte Georg Christoph Biller. 2016 gab es unter 42 Bewerbern und Bewerberinnen vier Kandidaten für den 17. Nachfolger Bachs: Markus Teutschbein, Clemens Flämig, Markus Johannes Langer und Matthias Jung. Seit über 800 Jahren leiteten ausschließlich Männer den klassischen Knabenchor. Nun waren auch geeignete Frauen aufgerufen, sich für die Stelle zu bewerben. Die Findungskommission sprach sich für den bisherigen Interimskantor Gotthold Schwarz aus.
Im Dezember 2020 wählte Leipzigs Stadtrat den aus der Schweiz stammenden Katholiken Andreas Reize zum Nachfolger von Gotthold Schwarz, der zum September 2021 sein Amt antrat.

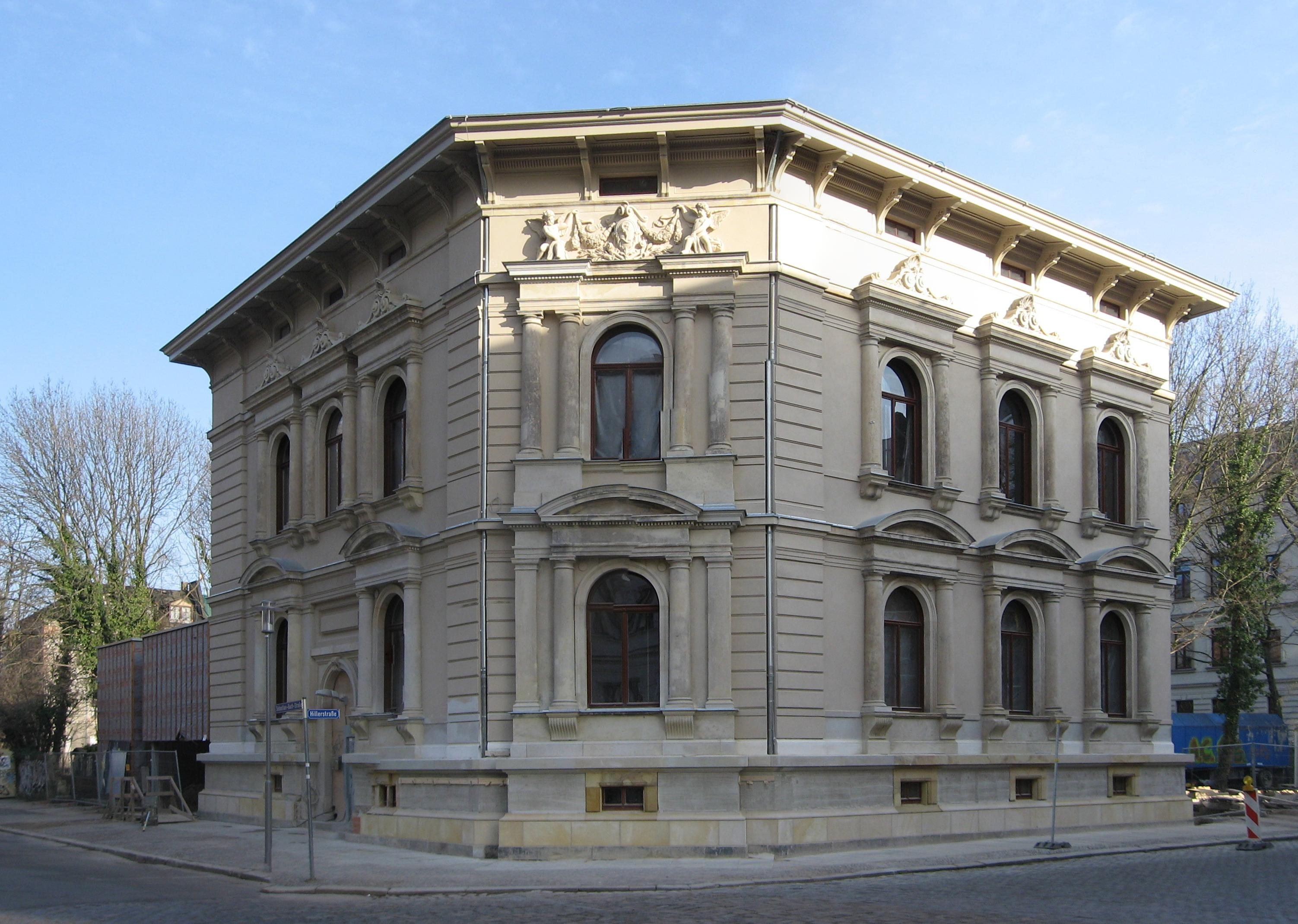
Villa Thomana: Dienstsitz und Probenzentrum
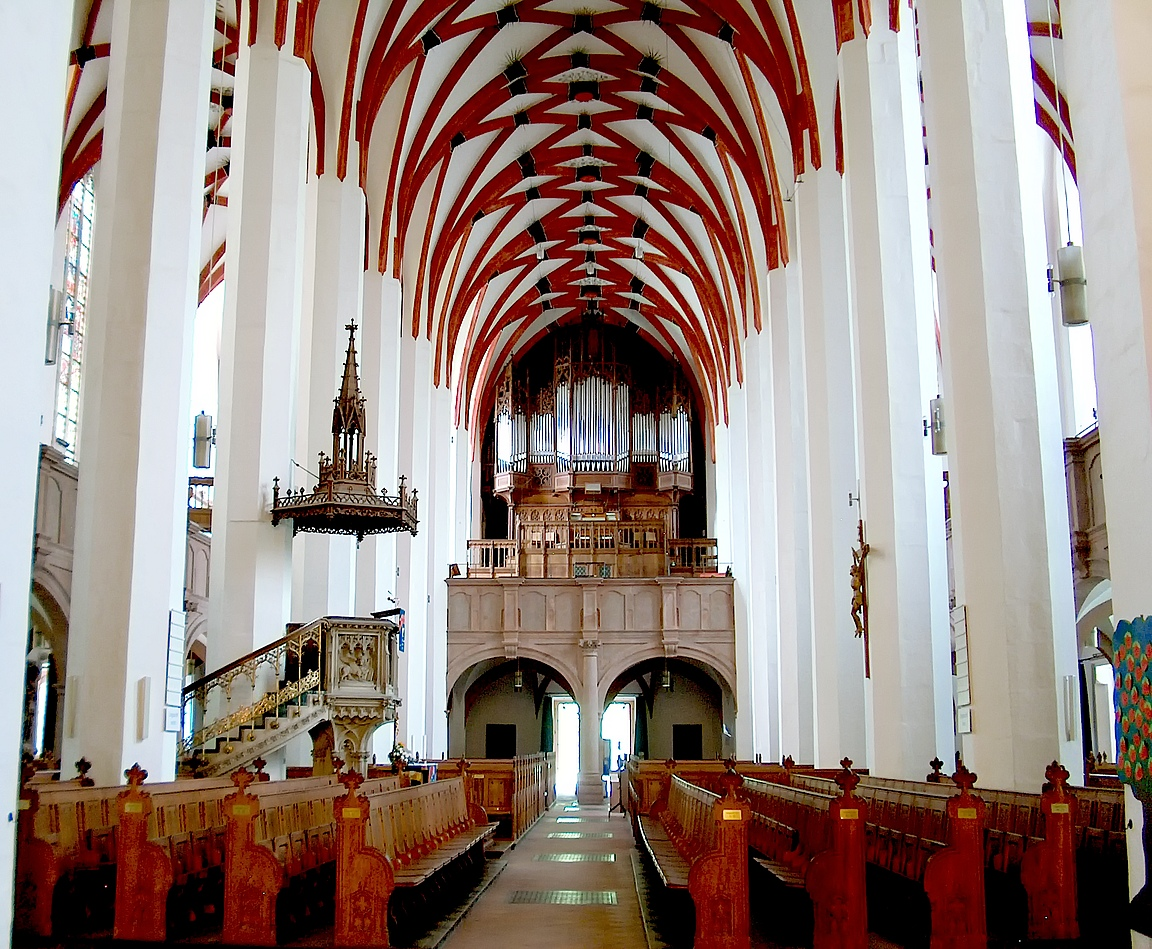
Thomaskirche: Gottesdienste und Motetten

## Lehrtätigkeit an Musikhochschule
Seit dem 19. Jahrhundert wirkten mehrere Thomaskantoren als Dozenten an der heutigen Musikhochschule (vormaliges Leipziger Konservatorium). Thomaskantor Ernst Friedrich Richter beispielsweise war Mitglied des Gründungskollegiums des Konservatoriums. Wie auch Moritz Hauptmann unterrichtete er Kontrapunkt und Harmonielehre. Wilhelm Rust war Orgellehrer und Gustav Schreck Lehrer für Theorie und Komposition. 1908 wurde Karl Straube, der Orgel lehrte und später das Kirchenmusikalische Institut gründete, Professor. Günther Ramin war dann vorerst der letzte Hochschullehrer unter den amtierenden Thomaskantoren. Erst nach der Friedlichen Revolution in der DDR änderte sich die Praxis wieder, sodass Georg Christoph Biller 1994 Honorarprofessor für Chordirigieren wurde.

## Kantorat
– in erster Linie chronologisch nach Altner/Petzoldt/Täschner –

### Vor der Reformation
| Name                      | Herkunft   | Lebensdaten  | Kantorat                      |
| ------------------------- | ---------- | ------------ | ----------------------------- |
| Thidericus                |            |              | um 1295                       |
| Johannes Stefanie de Orba |            |              | 1435(?)–1466(?) od. 1436–1466 |
| Thomas Ranstete           |            |              | 1443–1444                     |
| Martin Klotzsch           |            |              | um 1470                       |
| Ludwig Götze              | Werdau     | um 1450–1506 | 1471(?)–1506(?) od. 1475–1505 |
| Petrus Sehusen            | Leipzig    | † 1464       |                               |
| Johannes Fabri            | Forchheim  |              | um 1472                       |
| Gregor Weßnig             |            | bis 1494     | 1482–1488                     |
| Heinrich Höfler           |            |              | 1488–1490                     |
| Nicolaus Celer            |            | † 1516       | 1494                          |
| Johann Conradi            | Kaltenborn |              | um 1508                       |
| Johann Scharnagel         | Wunsiedel  | 1480–1513    | 1505–1513                     |

Legende:
 Stiftskantoren ,  Thomasschulmeister  (Leitung des Figuralgesangs), Succentoren

### Seit der Reformation
| Bildnis | Name                  | Herkunft                | Lebensdaten            | Kantorat                       | Anmerkungen |
| ------- | --------------------- | ----------------------- | ---------------------- | ------------------------------ | --- |
|         | Georg Rhau            | Eisfeld                 | 1488–1548              | 1518 (?) od. 1519–1520         | Thomasorganist zu Leipzig (1528) |
|         | Johannes Galliculus   | Dresden                 |                        | ab 1520 od. 1520–1525          | |
|         | Valerianus Hüffener   | Crostewitz              |                        | 1526–1530                      | |
|         | Johannes Hermann      | Zittau                  | 1515–1593              | 1531–1536                      | |
|         | Wolfgang Jünger       | Sayda                   | 1517–1564              | 1537 od. 1536–1539             | |
|         | Johannes Bruckner     |                         |                        | 1539–1540 od. nachweisbar 1541 | |
|         | Ulrich Lange          | Bayern bzw. Vohenstrauß | bis 1549               | 1541 od. 1540–1549             | |
|         | Wolfgang Figulus      | Naumburg                | bis 1588 od. 1525–1589 | 1549–1551                      | |
|         | Melchior Heger        | Brüx                    | 1529–1568              | 1553–1564                      | |
|         | Valentin Otto         | Markkleeberg            | 1529–1594              | 1564–1594                      | |
|         | Sethus Calvisius      | Gorsleben               | 1556–1615              | 1594–1615                      | |
|         | Petrus Wilhelmi       | Großenhain              | bis 1633               |                                | Thomaskantor ad interim (1615–1616) |
|         | Johann Hermann Schein | Grünhain                | 1586–1630              | 1615 od. 1616–1630             | Hofkapellmeister in Weimar (1615–1616) |
|         | Tobias Michael        | Dresden                 | 1592–1657              | 1631–1657                      | Hofkapellmeister in Sondershausen (1619–1630) |
|         | Sebastian Knüpfer     | Asch                    | 1633–1676              | 1657–1676                      | |
|         | Johann Georg Krause   | Westheim                | * um 1656              |                                | Thomaskantor ad interim (1676–1677) |
|         | Johann Schelle        | Geising                 | 1648 od. 1643–1701     | 1677–1701                      | Leipziger Universitätsmusikdirektor (1679–1701) Thomasorganist zu Leipzig (1682–1683)                                                                  |
|         | Johann Kuhnau         | Geising                 | 1660–1722              | 1701–1722                      | Thomasorganist zu Leipzig (1684–1701) Leipziger Universitätsmusikdirektor (1701–1722)                                                                  |
|         | Johann Gabriel Rothe  |                         | 1702–1755              |                                | Thomaskantor ad interim (1722–1723) |
|         | Johann Sebastian Bach | Eisenach                | 1685–1750              | 1723–1750                      | Hoforganist in Weimar (1708–1717) Hofkapellmeister in Köthen (1717–1723) Leiter des Collegium Musicum (1729–1737) Sächsischer Hofkompositeur (ab 1736) |

Legende:
Thomaskantoren ad interim

### Nachfolger Bachs
| Nr. | Bildnis | Name                                        | Herkunft             | Lebensdaten           | Kantorat                    | Anmerkungen                                                                                    |
| --- | ------- | ------------------------------------------- | -------------------- | --------------------- | --------------------------- | ---------------------------------------------------------------------------------------------- |
|     |         | Johann Adam Francke                         | Markneukirchen       | 1730–1801             |                             | Thomaskantor ad interim (1750)                                                                 |
| 01. |         | Gottlob Harrer                              | Görlitz              | 1703–1755             | 1750–1755                   |                                                                                                |
|     |         | Carl Friedrich Barth                        | Glauchau             | 1734–1813             |                             | Thomaskantor ad interim (1755–1756)                                                            |
| 02. |         | Johann Friedrich Doles                      | Steinbach-Hallenberg | 1715–1797             | 1756–1789                   | Leipziger Universitätsmusikdirektor (1770–1778)                                                |
| 03. |         | Johann Adam Hiller                          | Wendisch-Ossig       | 1728–1804             | 1789–1801                   | Leipziger Universitätsmusikdirektor (1778–1785) Gewandhauskapellmeister zu Leipzig (1781–1785) |
| 04. |         | August Eberhard Müller                      | Northeim             | 1767 od. 1757–1817    | 1801–1810 od. 1804          | Substitut des Thomaskantors (ab 1800) Hofkapellmeister in Weimar (1810–1817)                   |
| 05. |         | Johann Gottfried Schicht                    | Reichenau            | 1753–1823             | 1810–1823                   | Gewandhauskapellmeister (1785–1810) Leipziger Universitätsmusikdirektor (1808–1810)            |
|     |         | August Pohlenz                              | Sallgast             | 1790–1843             |                             | Thomaskantor ad interim (1823)                                                                 |
| 06. |         | Christian Theodor Weinlig                   | Dresden              | 1780–1842             | 1823–1842                   | Kreuzkantor zu Dresden (1814–1817)                                                             |
|     |         | August Pohlenz                              | Sallgast             | 1790–1843             |                             | Thomaskantor ad interim (1842)                                                                 |
| 07. |         | Moritz Hauptmann                            | Dresden              | 1792–1868             | 1842–1868                   |                                                                                                |
| 08. |         | Ernst Friedrich Richter                     | Großschönau          | 1808–1879             | 1868–1879                   | Leipziger Universitätsmusikdirektor (1843–1847)                                                |
|     |         | Bernhard Friedrich Richter / Alfred Richter | Leipzig / Leipzig    | 1850–1931 / 1846–1919 |                             | vermutlich Vertretung des Thomaskantors (1879–1880)                                            |
| 09. |         | Wilhelm Rust                                | Dessau               | 1822–1892             | 1880–1892                   | Thomasorganist zu Leipzig (1878–1880)                                                          |
|     |         | Bernhard Friedrich Richter                  | Leipzig              | 1850–1931             |                             | Thomaskantor ad interim (1892–1893)                                                            |
| 10. |         | Gustav Schreck                              | Zeulenroda           | 1849–1918             | 1892 od. 1893–1917 od. 1918 |                                                                                                |
| 11. |         | Karl Straube                                | Berlin               | 1873–1950             | 1918–1939                   | Thomasorganist zu Leipzig (1903–1918) Thomaskantor ad interim (1917–1918)                      |
| 12. |         | Günther Ramin                               | Karlsruhe            | 1898–1956             | 1940–1956                   | Thomasorganist zu Leipzig (1919–1939) Leiter des Philharmonischen Chors Berlin (1935–1943)     |
|     |         | Ekkehard Tietze                             | Erlbach              | 1914–1995             |                             | Thomaskantor ad interim (1956–1957)                                                            |
| 13. |         | Kurt Thomas                                 | Tönning              | 1904–1973             | 1957–1960                   |                                                                                                |
|     |         | Hannes Kästner                              | Oetzsch              | 1929–1993             |                             | Thomaskantor ad interim (1960–1961)                                                            |
| 14. |         | Erhard Mauersberger                         | Mauersberg           | 1903–1982             | 1961–1971 od. 1972          |                                                                                                |
| 15. |         | Hans-Joachim Rotzsch                        | Leipzig              | 1929–2013             | 1972–1991 od. 1990          | Leipziger Universitätsmusikdirektor (1963–1973)                                                |
|     |         | Wolfgang Unger                              | Eibenstock           | 1948–2004             |                             | Thomaskantor ad interim (1991–1992)                                                            |
| 16. |         | Georg Christoph Biller                      | Nebra                | 1955–2022             | 1992–2015                   |                                                                                                |
| 17. |         | Gotthold Schwarz                            | Zwickau              | * 1952                | 2016–2021                   | Thomaskantor ad interim (2015–2016)                                                            |
| 18. |         | Andreas Reize                               | Solothurn            | * 1975                | seit 2021                   |                                                                                                |

Legende:
Thomaskantoren ad interim

## Arbeitsrechtliche Stellung 2020
Der Thomaskantor ist ein Beschäftigter der Stadt Leipzig. Unmittelbare dienstliche Vorgesetzte des Thomaskantors ist die Bürgermeisterin und Beigeordnete für Kultur. Die Stelle ist zunächst auf fünf Jahre befristet; die Stadt ist mit Blick auf die Zukunftsfähigkeit und kontinuierliche
Entwicklung des Thomanerchores an einer darüber hinausgehenden, langfristigen Zusammenarbeit interessiert. Die Einstellung erfolgt auf der Grundlage eines außertariflichen Arbeitsvertrags. Bis einschließlich der Amtszeit von Georg Christoph Biller war die Stelle des Thomaskantors eine unbefristete und somit lebenslange Anstellung.